# Bandeira do Botswana
A Bandeira do Botswana foi adaptada no dia  30 de Setembro de 1966. A bandeira é de um azul claro (azul celeste) com uma listra preto no centro com contornos a branco. A cor azul representa a água, de uma forma especial a chuva. As listras preta e brancas representam a harmonia racial e as zebras que sustêm o escudo nacional.